# 展枝藓
展枝藓（学名：Palamocladium nilgheriense），又名褶叶藓、 展枝苔、摺葉苔，为青藓科棉藓属下的一个种。主要分佈於東亞以及台灣的塔關山、雪山、合歡山、大霸尖山、玉山以及菲律賓。

## 扩展阅读
- 維基物種上的相關：展枝藓